# The Power Within
The Power Within är det femte studioalbumet av power metal-bandet Dragonforce och är det första albumet tillsammans med nya sångaren Marc Hudson. Skivan gavs ut musikåret 2012.
Låtarna på detta albumet har kortats ner i längd i jämförelse med tidigare alster, som oftast var över sju minuter långa. Här ligger låtarna på fyra och fem minuter (förutom Wings of Liberty) och den främsta anledningen är betydligt kortare solon.
The Power Within är Dragonforces första albumet som inte innehåller en power ballad, vilket i regel alla tidigare album hade. Dock innehåller albumet en akustiskt version av låten Seasons på spår tio, vars originallåt finns på spår sex på samma album.

## Låtlista

### CD
1. "Holding On"
2. "Fallen World"
3. "Cry Thunder"
4. "Give Me the Night"
5. "Wings of Liberty"
6. "Seasons"
7. "Heart of the Storm"
8. "Die By the Sword"
9. "Last Man Stands"
10. "Seasons (Acoustic Version)"

### Bonusspår på vinylutgåva och download[1]
1. "Cry Thunder (Live Rehearsal)"
2. "Heart of the Storm (Alternative Chorus Version)"
3. "Avant La Tempête (Instrumental)"